# Ирена Арсич
Ирена Арсич (на сръбски: Ирена Арсић или Irena Arsić) е видна сръбска литературна историчка и университетска преподавателка.

## Биография
Ирена Арсич е родена на 7 декември 1959 година в Скопие, тогава Социалистическа федеративна република Югославия, днес Северна Македония. Завършва магистратура и докторантура във Филологическия факултет на Белградския университет в областта на дубровнишката книжовност. От 1991 до 1998 година е асистент във Филологическия факултет в Прищина. От 2008 година е преподавател в Катедрата по сръбски език и сравнително литературознание във Философския факултет в Ниш, където преподава литература от епохата на ренесанса до рационализма и културна история на Сърбия.
Ирена Арсич е главен редактор в научната редакция на годишника за сръбска и сравнителна книжовност на Философския факултет на Нишкия университет „Philologia Mediana“. Арсич е дългогодичен главен и отговорен редактор в белградската издателска къща „Ars libri“, а от основаването си в 2007 година е редактор и член на управителния съвет на фондация „Владета Йеротич“. Арсич е участник в научния проект Модернизация на Западните Балкани за периода 2011 – 2015 година. Ирена Арсич е автор на над десетина труда от областта на старата дубровнишка книжовност, а също така на студии от културната истоия на Дубровник от XIX век. Участничка е в множество научни симпозиуми, където изнася лекции на теми от дубровнишката културна история. Носителка е на наградите „Петър Колендич“ за 1994 година от Филологическия факултет в Белградския университет и на наградата „Милан Решетар“ за 2010 година.

## Самостоятелни издания
- Антун Сасин дубровачки песник 16. века, Београд – Бања Лука 2002.
- Дубровачки штампари и издавачи 19. века и њихова издања, Бања Лука – Београд 2005. ISBN 99938-35-76-5.
- Српска православна црква у Дубровнику до почетка 20. века, Дубровник – Требиње – Београд, 2007, [илустровано]. ISBN 978-86-7588-114-8. / Srpska pravoslavna crkva u Dubrovniku do početka XX vijeka, Dubrovnik – Trebinje – Beograd, 2007, [илустровано]. ISBN 978-86-7588-114-8.
- Весна Ристић, Снежана Бојовић, Ирена Арсић. Библиографија Владете Јеротића, Београд. 2008. ISBN 978-86-7588-127-8.
- Дубровачке теме 19. века, Београд. 2009. ISBN 978-86-7588-151-3.